# Mafia (album)
Pour les articles homonymes, voir Mafia (homonymie).
Albums de Black Label Society
Hangover Music Vol. VI
(2004) Shot to Hell
(2006)
Singles
1. Suicide Messiah
Sortie : 15 février 2005
2. Fire It Up
Sortie : 2005
3. In This River
Sortie : septembre 2005

Mafia est le cinquième album studio du groupe de heavy metal américain Black Label Society. Il est sorti le 8 mars 2005 sur le label Artemis Records/Rykodisc et a été produit par Zakk Wylde et Barry Conley

## Liste des titres
- Tous les titres sont signés par Zakk Wylde sauf indication.

1. Fire It Up – 5:01
2. What's in You – 3:00
3. Suicide Messiah – 5:47
4. Forever Down – 3:39
5. In This River – 3:52
6. You Must Be Blind – 3:27
7. Death March – 3:05
8. Dr. Octavia" – 0:50
9. Say What You Will – 3:46
10. Too Tough to Die – 2:50
11. Electric Hellfire – 2:28
12. Spread Your Wings – 4:09
13. Been a Long Time – 3:07
14. Dirt on the Grave – 2:51

Titre bonus caché
1. I Never Dreamed (reprise de Lynyrd Skynyrd) (Ronnie Van Zant, Steve Gaines) – 6:08

## Musiciens
BLS
- Zakk Wylde: chant, guitares, Talkbox, basse (titre 3, 4), piano, minimoog, polybox
- James Lomenzo: basse
- Graig Nunenmacher: batterie
- Nick Catanese: guitare rythmique (ne joue pas sur l'album)

Musiciens additionnels
- Barry"Lord" Conley: synthétiseurs, minimoog, piano, polybox
- Eddie Mapp: minimoog

## Anecdotes
La chanson In This River a été écrite par Zakk Wylde quelques mois avant l'assassinat de Dimebag Darrell; guitariste de Pantera, mort assassiné sur scène en décembre 2004. Ils étaient de très grands amis. Depuis ce moment, Zakk lui rend hommage en lui dédiant cette chanson à chaque fois qu'il la joue, et plusieurs des chansons des albums récents comportent un hommage à Dimebag[réf. souhaitée].

## Charts
| Pays                            | Durée du classement | Meilleur classement |
| ------------------------------- | ------------------- | ------------------- |
| États-Unis (Billboard 200)      | 8 semaines          | 15e                 |
| États-Unis (Independent albums) | 22 semaines         | 1er                 |
| Finlande                        | 1 semaine           | 33e                 |
| France                          | 2 semaines          | 170e                |
| Royaume-Uni                     | 1 semaine           | 97e                 |
| Suède                           | 2 semaines          | 17e                 |

| Date | Single          | Chart                  | Durée du classement | Position |
| ---- | --------------- | ---------------------- | ------------------- | -------- |
| 2004 | Suicide Messiah | Mainstream Rock Tracks | 14 semaines         | 24e      |
| 2004 | In This River   | Mainstream Rock Tracks | 12 semaines         | 32e      |
| 2005 | Fire It Up      | Mainstream Rock Tracks | 12 semaines         | 32e      |